# Бріджмен (острів)
Бріджмен, острів Олени (англ. Bridgeman Island) — безлюдний острів у північно-східній частині протоки Брансфілд (Південний океан), розмірами 0,9 x 0,6 км, який знаходиться за 37 кілометрах на схід від острова Кінг-Джордж і входить до групи Південних Шетландських островів.

## Геологія
Острів є стратовулканом заввишки 240 метри над рівнем моря, більша частина якого знаходиться під водою. Береги острова обривисті і незручні для висадки, покриті пірокластичними потоками. У середині XIX століття повідомлялося про вулканічну діяльність на острові, але згодом ці повідомлення не підтвердилися, оскільки вулканічна активність була зафіксована на острові Пінгвін.

## Історія
Назву острову дав Едвард Брансфілд, який його відкрив 20 січня 1820 року, назвавши на честь капітана британського флоту Чарльза Бріджмена.